# Cecidomyza sordida
Cecidomyza sordida är en tvåvingeart som först beskrevs av Zetterstedt 1850.  Cecidomyza sordida ingår i släktet Cecidomyza och familjen gallmyggor.
Artens utbredningsområde är Sverige. Inga underarter finns listade i Catalogue of Life.